# 793 a.C.
Il 793 a.C. (DCCXCIII a.C. in numeri romani) è un anno  dell'VIII secolo a.C.

## Morti
- Petubasti I, faraone egizio